# Beloved (canción)
«BELOVED» es el 9.º sencillo de la banda japonesa GLAY. Salió a la venta el 7 de agosto de 1996.

## Canciones
1. BELOVED
2. Together (new version with orchestra)
3. BELOVED Original.Karaoke